# Acacia proxima
Acacia proxima är en ärtväxtart som beskrevs av Joseph Henry Maiden. Acacia proxima ingår i släktet akacior, och familjen ärtväxter. Inga underarter finns listade i Catalogue of Life.